# The Ponds
The Ponds es un lugar designado por el censo ubicado en el condado de Middlesex en el estado estadounidense de Nueva Jersey. En el Censo de 2020 tenía una población de 941 habitantes y una densidad poblacional de 1594,92 habitantes por km². Fue incluido como CDP en el censo de 2020.

## Geografía
The Ponds se encuentra ubicado en las coordenadas 40°20′55″N 74°27′49″O / 40.34861, -74.46361. Según la Oficina del Censo de los Estados Unidos,  tiene una superficie total de 0,59 km², de la cual 0,56  km² corresponden a tierra firme y 0,03 km² a agua.